# Narrogin Shire
Koordinaten: 32° 56′ S, 117° 10′ O

Das Shire of Narrogin ist ein lokales Verwaltungsgebiet (LGA) im australischen Bundesstaat Western Australia. Das Gebiet ist 1631 km² groß und hat etwa 4800 Einwohner.
Narrogin Shire liegt im Südosten des Staats im westaustralischen „Weizengürtel“ etwa 180 Kilometer südöstlich der Hauptstadt Perth. Das Shire besteht aus 9 Ortschaften und Ortsteilen: Boundain, Dumberning, Highbury, Hillside, Minigin, Narrogin, Narrogin Valley, Nomans Lake und Yilliminning. 
Der Sitz des Shire Councils befindet sich in der Stadt Narrogin, wo etwa 3750 Einwohner leben (2021).
Die Stadt Narrogin bildete bis 2016 die eigenständige LGA Narrogin Town. Das umgebende Shire hatte vor der Fusion 875 Einwohner (2011).

## Verwaltung
Der Narrogin Council hat sieben Mitglieder. Sechs Councillor und der Ratsvorsitzende und Shire President werden von allen Bewohnern der LGA gewählt. Narrogin Shire ist nicht in Bezirke unterteilt.